# Фолькнеры
Фо́лькнеры (укр. Фолькнери) — украинская фри-фолк группа из Киева, известная сочетанием в своей деятельности музыкальной, этнографической, туристической и кинематографической составляющих.

## История
Группу основали Владимир Муляр и Ярина Квитка в 2009 году. До этого Владимир играл на ударных в нескольких рок-группах в родном городе Хмельницком. Ярина (родом из Стрыя Львовской обл.) занималась народным вокалом в киевской этно-группе «Рожаница». После знакомства в 2008 году оба разделили интерес к велопутешествиям и народной музыке. Во время совместного велопохода в Абхазию в 2009 году пара впервые публично выступала на улицах нескольких городов. Вскоре Владимир и Ярина вдвоем записали собственную версию украинской народной песни «Да зима наша бела» и начали активно искать музыкантов для пополнения ансамбля.
В начале 2010 года к группе присоединилась вокалистка Юлия Совершенна (также участница группы «Рожаница») и некоторое время Фолькнеры работали втроем. К этому времени сформировался и музыкальный стиль группы — смесь украинского аутентичного пения с фри-фолковыми аранжировками, с привлечением элементов различных направлений мировой народной и популярной музыки, а также неординарных музыкальных инструментов: колесной лиры, африканского джембе и др.. Этим составом музыканты записали народную песню «Выплывало утеня», на которую сняли первый клип (режиссёр Оксана Казьмина, оператор Максим Гуцу). Данная видеоработа презентовалась на фестивале «Трипольский круг» 2010 г.
В 2011 году Фолькнеры начали активную концертную деятельность с увеличенным составом: присоединились баянист Остап Данылив и перкуссионист Роман Шаркевич. С тех пор группа выступала на известных фестивалях на Украине и за рубежом: «АртПоле», «Краина Мрий», «Трипольский круг», «Terra Heroica», «Рожаница», «Трипольские зори», «Рок-Коляда», «Млиномания», «Черемош-фест»; «Mikołajki Folkowe», «Sabałowe Bajania», «Letnija Akademija Filmowa w Zwierzyńcu», «Muzyczne Dialogi nad Bugiem», «Jarmark Jagelonski» (Польша), «Mėnuo Juodaragis» (Литва), «Камяница» (Беларусь).
В декабре 2011 года Фолькнеры стали лучшим этно-коллективом года на международном фестивале-конкурсе «Mikołajki Folkowe» в Люблине (Польша). Кроме 1-го места группа также получила «Приз зрительских симпатий».
В 2012 году Остапа Данылива в коллективе заменила Ирина Вирясова, Роман Шаркевич из группы выбыл и присоединился гитарист Дмитрий Сорокин.
В начале 2013 года группа презентовала новый клип на песню «Розова-берьозова (На куль стала)» (режиссёр Марина Гришай, оператор Максим Заика), который стал победителем кинофестиваля «Видение» (Кемерово, Россия, 2013 г.)
На фестивале «Червона рута — 2013» Фолькнеры получили I премию в жанре «акустическая музыка».
Во время Дней Украины в Великобритании (октябрь 2013) коллектив представлял Украину музыкальную, выступив в сердце Лондона на одной сцене с группами Вопли Видоплясова, Kozak System и Тарасом Чубаем.

## Происхождение названия группы
Название Фолькнеры происходит одновременно от фамилии американского писателя Уильяма Фолкнера и термина «фольклор». По словам Владимира Муляра, во время велопутешествия в Абхазию, в период поиска названия для группы к нему во сне явился сэр Уильям Фолкнер, предложив использовать для названия его фамилию. По удивительному совпадению оно оказалось созвучным с термином «фольклор» — предметом деятельности группы.

## Проект Фолькнеров «Двухколесные хроники»
В 2010 году Владимир Муляр и Ярина Квитка создали культурный проект «Двухколесные хроники», цель которого — популяризация народной культуры, в первую очередь — украинской, поиск редкого песенного фольклора, а также пропаганда экологического, в частности велосипедного, туризма. Ежегодно в рамках проекта музыканты осуществляют масштабную этнографическую экспедицию сельскими местностями разных стран, передвигаясь исключительно на велосипедах, ищут поющих людей чтобы записать и впоследствии обнародовать малоизвестный фольклор. Некоторые из многих сотен найденных песен Фолькнеры «партачат», включив в свой репертуар. Как говорят сами музыканты, они пытаются привлечь внимание молодых поколений к проблеме сохранения национальной культуры, в частности песни, предлагая воспроизведение её в новых музыкальных формах.
На сегодня Фолькнеры накрутили более 40 000 км по различным странам и сняли о путешествиях четыре фильма, которые неоднократно побеждали на кинофестивалях на Украине («Золотой цыпленок», «Киноутро») и России («Юшут», «Грань», «Сто дорог»).
В октябре 2014 г. Владимир и Ярина начали кругосветное путешествие на велосипедах, которое продолжается до сих пор.. В дороге (в Австралии) пара родила сына Марка и продолжила путешествие с ним.

Кадры из фильмов Двухколесные хроники
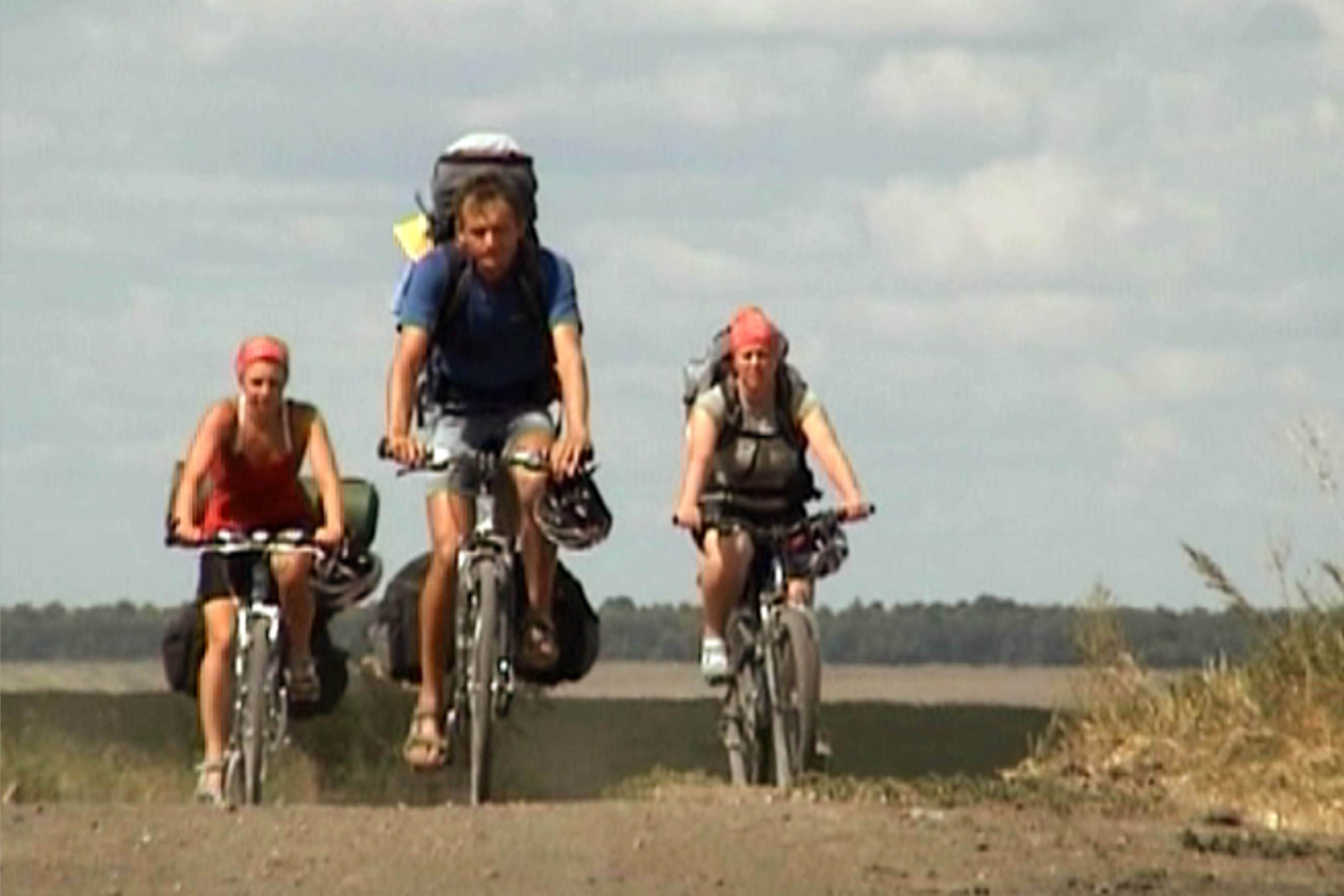
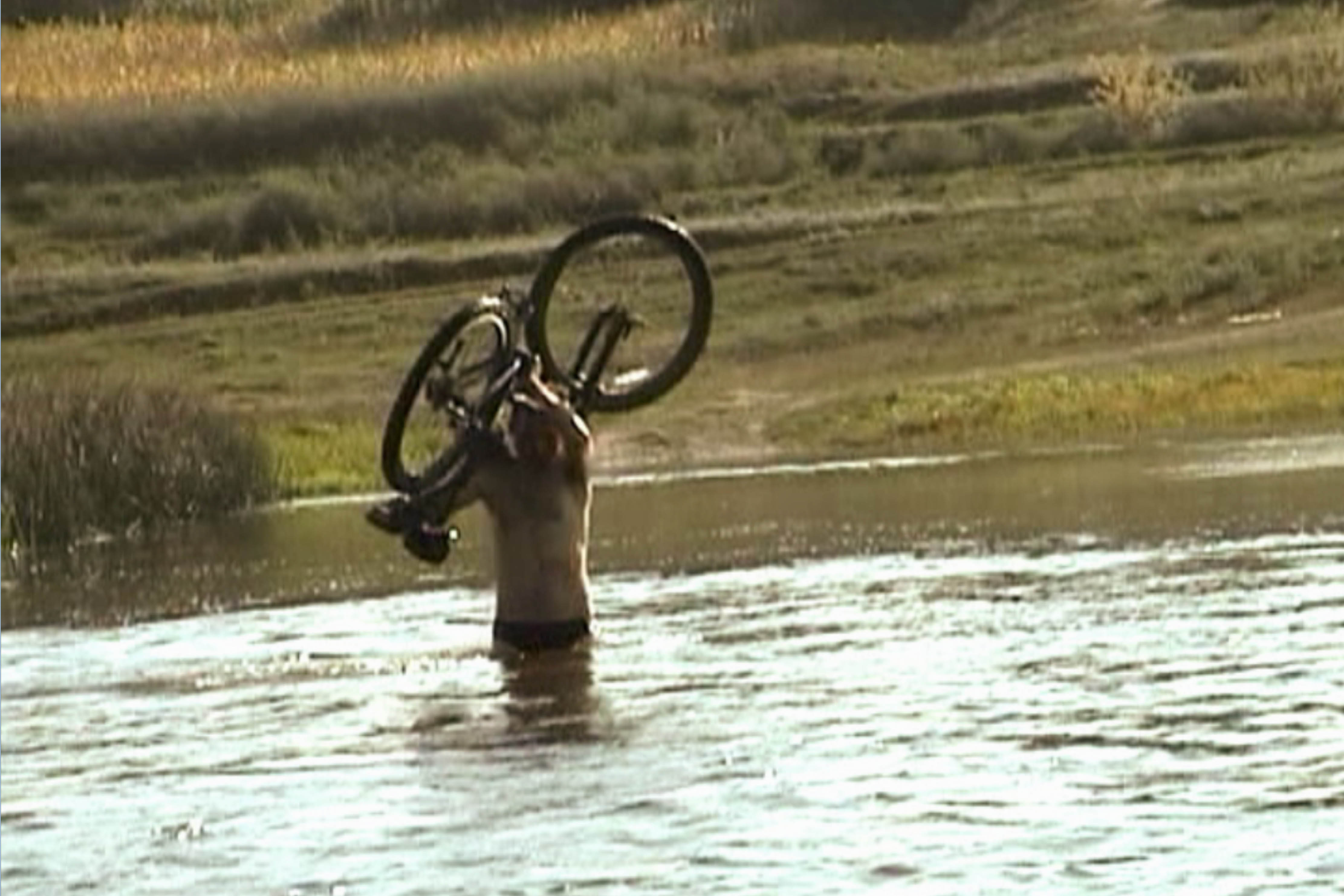
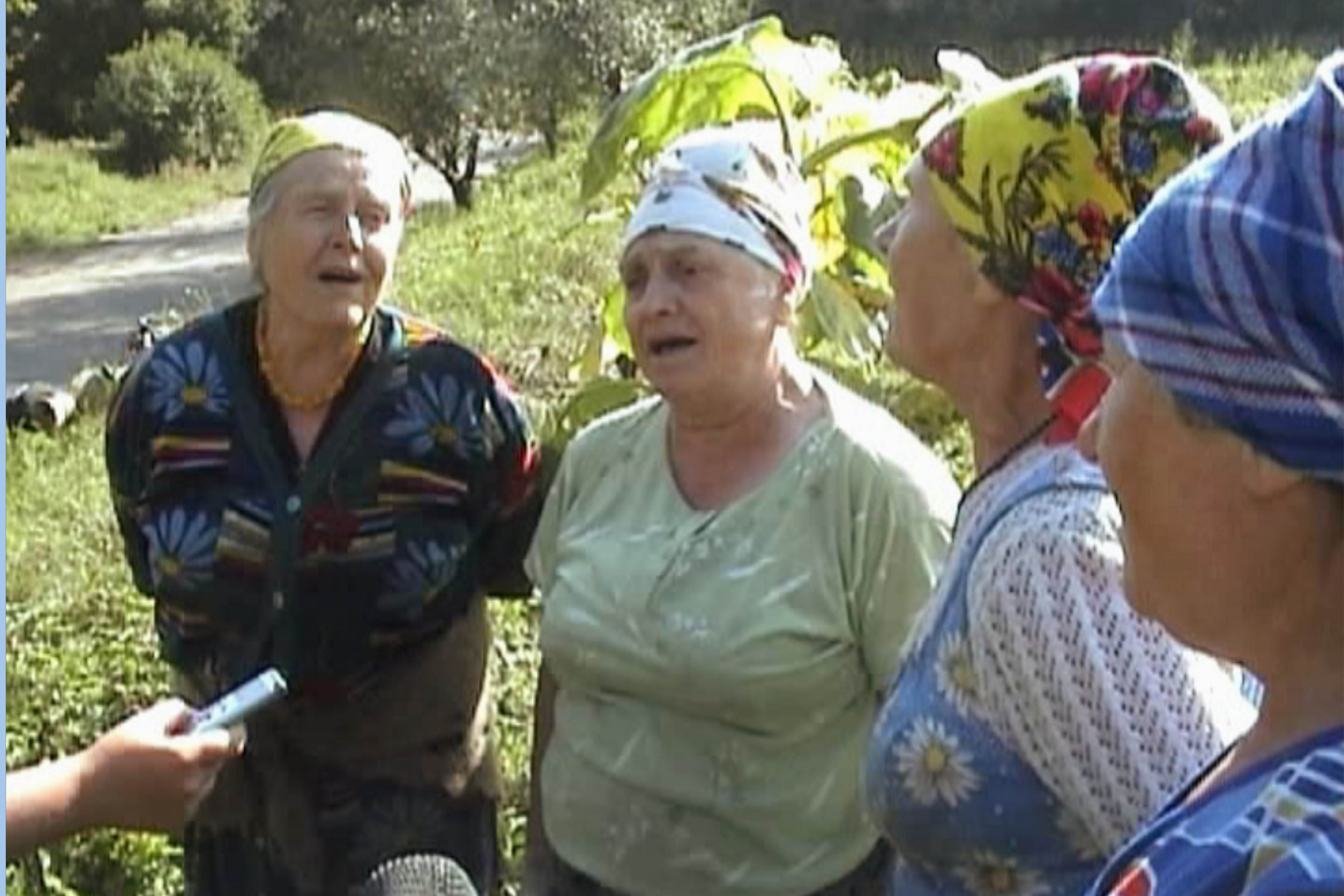
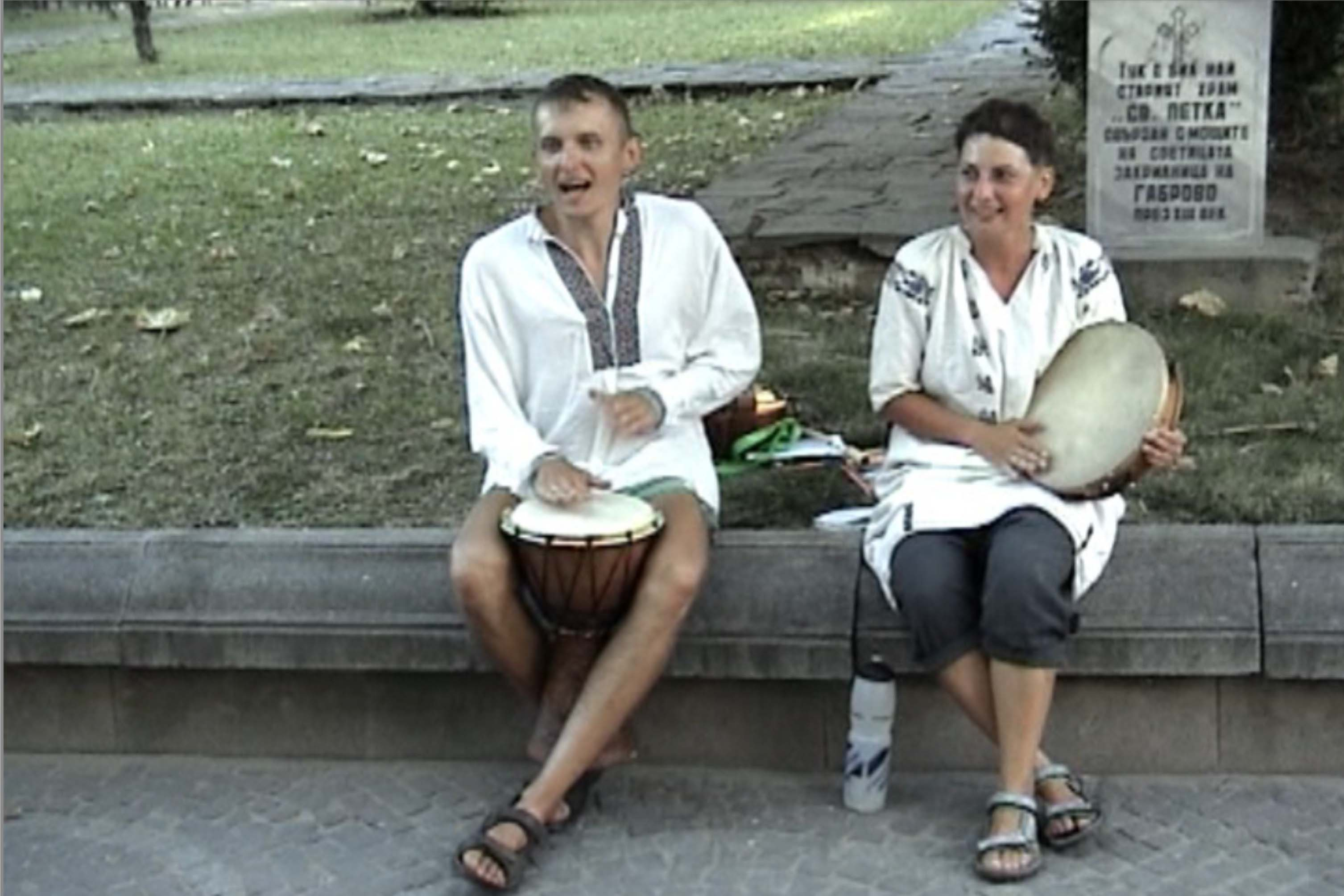

## Участники
- Владимир Муляр — ударные, губная гармоника, гитара, бэк-вокал, звукорежиссура
- Ярина Квитка — вокал, колесная лира, варган
- Юлия Совершенна — вокал, барабан
- Дмитрий Сорокин — гитара, бас-гитара
- Святослав Силенко — бандура, сопилка

## Дискография
- Альбом «Полезные вещи» (2013)
- Альбом «Сон» (2018)

## Клипы
- «Выплывало утеня» (2010)
- «Розова-берьозова (На куль стала)» (2013)
- «Карчата» (2014)
- «Дорижечка» (2016, Фолькнеры и Алекс Вагин)
- «Сальвия» (2018)